# Tjalle Hidma
Tjalle Roelof Hidma (1951) is een Nederlands rechter en voormalig hoogleraar aan de Rijksuniversiteit Groningen.

## Leven en werk
Hidma studeerde Nederlands recht en notarieel recht aan de Rijksuniversiteit Groningen en in 1986 promoveerde hij aan de Radboud Universiteit Nijmegen op het proefschrift Huwelijksvoorwaarden staande huwelijk. In 1991 werd hij benoemd tot hoogleraar notarieel recht aan de Rijksuniversiteit Groningen. Hij was voorts achtereenvolgens sectorvoorzitter Civiel van de rechtbank Groningen, raadsheer in het Hof van Leeuwarden en seniorrechter bij de rechtbank Zwolle-Lelystad. Als kwaliteitsmanager verrichtte hij werkzaamheden voor de Raad voor de rechtspraak.